# Max Kegel (Dichter)

Max Kegel um 1878

Max Kegel (* 6. Januar 1850 in Dresden; † 10. August 1902 in Thalkirchen bei München) war ein deutscher Sozialdemokrat und Dichter (Pseudonyme Biedermeier A. Aaberg und Georg Franz).

## Leben
Max Kegel war der Sohn einer Näherin. Er begann 1864 eine Lehre als Buchdrucker. 1869 trat er in die Sozialdemokratische Arbeiterpartei ein. Als Journalist begann er 1871 bei der sozialdemokratischen Zeitung Dresdner Volksbote, wo August Otto-Walster ihn in diese Tätigkeit einführte. Als Redakteur der Chemnitzer Freien Presse gab er auch deren humoristische Beilage Der Nußknacker heraus. Im Selbststudium und auf der Dresdner Handelsakademie bildete er sich weiter, insbesondere in Volkswirtschaft und Literatur. Kegel nahm als Delegierter am Gothaer Vereinigungskongress (22. bis 27. Mai 1875) teil und vertrat dort 400 Parteimitglieder.  Auch auf dem folgenden Parteitag in Gotha (19. bis 23. August 1876) war er Delegierter und vertrat die Orte Limbach und Mittweida. Vom 27. bis 29. Mai 1877 vertrat er auf dem Parteitag in Gotha die Orte Hilbersdorf und Zöblitz. Nach dem Verbot der Zeitung durch das Sozialistengesetz wurde Max Kegel als Agitator eingesetzt und war in Berlin, Dresden, München, wieder in Dresden, Nürnberg und verschiedenen Orten Thüringens tätig. Er gründete zahlreiche Zeitungen, die aber schnell von den preußischen Behörden unterdrückt wurden. Max Kegel war auch einer von 52 Delegierten des Kongresses vom 20. bis 23. August 1880 auf dem Schloß Wyden in der Schweiz. Mehrmals wurde Max Kegel wegen Pressevergehen verhaftet und zu Gefängnis und Geldstrafen verurteilt.
In München gründete er am 30. Januar 1882 die Zeitschrift Süddeutscher Postillon, zunächst als Beilage von Louis Vierecks Zeitung Süddeutsche Post. Bis 1884 schrieb er fast alle Beiträge selbst. Sein Pseudonym war „Georg Franz“. Von 1882 bis 1888 war Kegel der verantwortliche Redakteur, mit Ausnahme des Verbotes der Zeitung im Jahr 1883. Johann Heinrich Wilhelm Dietz bewog ihn 1888, für die erfolgreichere satirische Zeitschrift der Sozialdemokraten Der Wahre Jacob zu schreiben. Max Kegel war dort bis zu seinem Tod aktiv. Für den Erfurter Parteitag 1891 dichtete er den „Sozialistenmarsch“, sein wohl bekanntestes Lied (Musik von Carl Gramm (1855–1927)):

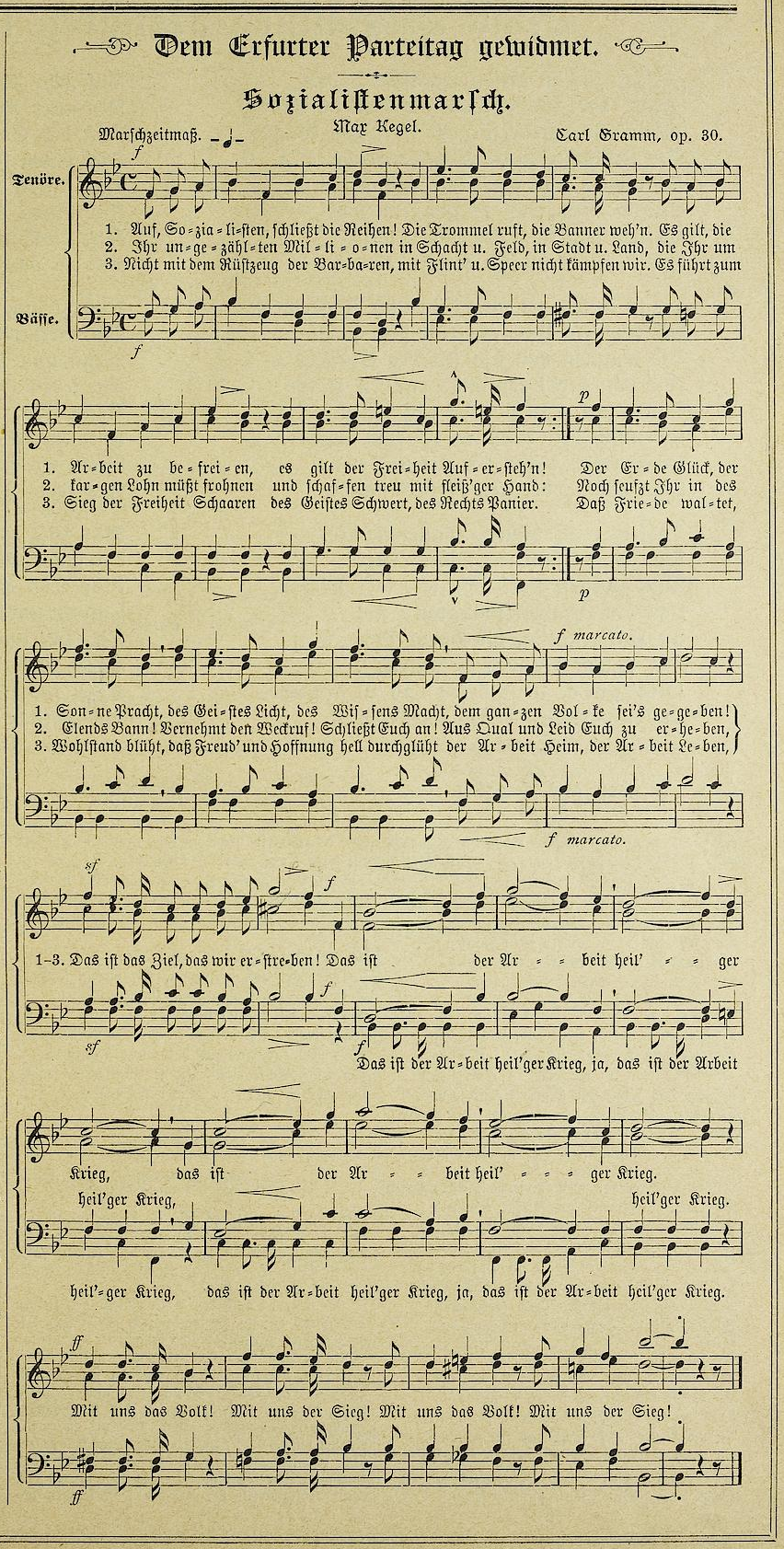
Sozialistenmarsch (1891), Musik von Carl Gramm

1. Auf, Sozialisten, schließt die Reihen! 

Die Trommel ruft, die Banner weh'n. 

Es gilt die Arbeit zu befreien, 

es gilt der Freiheit Aufersteh'n! 

Der Erde Glück, der Sonne Pracht, 

des Geistes Licht, des Wissens Macht, 

dem ganzen Volke sei’s gegeben, 

Das ist das Ziel, das wir erstreben. 

Das ist der Arbeit heil'ger Krieg! Das ist der Arbeit heil'ger Krieg! 

Mit uns das Volk! Mit uns der Sieg! Mit uns das Volk! Mit uns der Sieg!

 

2. Ihr ungezählten Millionen 

in Schacht und Feld, in Stadt und Land, 

die ihr um kargen Lohn müßt frohnen 

und schaffen treu mit fleiß'ger Hand: 

Noch seufzt ihr in des Elends Bann! 

Vernehmt den Weckruf! Schließt Euch an! 

Aus Qual und Leid euch zu erheben, 

Das ist das Ziel, das wir erstreben. 

Das ist der Arbeit heil'ger Krieg! [usw.]

3. Nicht mit dem Rüstzeug der Barbaren,

mit Flint' und Speer nicht kämpfen wir.

Es führt zum Sieg der Freiheit Scharen

des Geistes Schwert, des Rechts Panier.

Daß Friede waltet, Wohlstand blüht,

daß Freud' und Hoffnung hell durchglüht

der Arbeit Heim, der Arbeit Leben,

Das ist das Ziel, das wir erstreben.

Das ist der Arbeit heil'ger Krieg! [usw.]

## Werke
- Press-Prozesse oder die Tochter des Staatsanwalts. Lustspiel in 2 Aufzügen. Verlag der Volksbuchhandlung, Zürich 1876.
- Freie Lieder. Gesammelte Gedichte. Genossenschaftsdruckerei, Chemnitz 1878.
- Ein beleidigtes Infanterie-Regiment. Pressprozess gegen die „Süddeutsche Post“. G. Pollner, München 1883. (Sozialpolitische Zeit- und Streitfragen, Heft 4)
- A. Aaberg (Pseudonym): Ferdinand Lassalle. Gedenkschrift zu seinem 25jährigen Todestag. Eine Biographie. Polytechnische Buchhandlung, Leipzig 1883.
  - Ferdinand Lassalle. Gedenkschrift zu seinem 25jährigen Todestag. Mit einem Portrait Lassalle’s. 2., umgearb., erg. u. erw. Aufl. J. H. W. Dietz, Stuttgart 1890.
- Robert, der Vereinsteufel. Novelle. L. Viereck, München 1883.
- Im Konkubinenstock. 2., verb. Aufl. L. Viereck, München 1886.
- (Rezension) Theodor Curti, Stimmungen und Gedanken. Ein lyrisches Tagebuch. Zürich 1889. Verlags-Magazin (J. Schabelitz). In: Die neue Zeit, Revue des geistigen und öffentlichen Lebens, 7 (1889), Heft 3, S. 139–140; online in: Digitale Bibliothek, Friedrich-Ebert-Stiftung
- (Rezension) Otto Erich, Studententagebuch. Zweite veränderte und vermehrte Auflage. Zürich. Verlags-Magazin (J. Schabelitz). In: Die neue Zeit, Revue des geistigen und öffentlichen Lebens, 7 (1889), Heft 4, S. 190; online in: Digitale Bibliothek, Friedrich-Ebert-Stiftung
- Lichtstrahlen der Poesie. Gedichtsammlung. Ausgewählt von Max Kegel. Illustrirt von Otto Emil Lau. J. H. W. Dietz, Stuttgart 1890.
- Hrsg.: Sozialdemokratisches Liederbuch. J. H. W. Dietz, Stuttgart 1891. (8. Aufl. 1897. online in der Universitätsbibliothek Bielefeld)
- Gedichte. Kegel, Max. In: Deutsche Arbeiter-Dichtung. Band 4, Verlag J. H. W. Dietz, Stuttgart 1893.
- Die Tochter des Staatsanwalts. Schwank in 1 Akt. Vorwärts, Berlin 1894.
- Klaus Völkerling (Hrsg.): Max Kegel. Auswahl aus seinem Werk. Akademie Verlag, Berlin 1974. (Textausgaben zur frühen sozialistischen Literatur in Deutschland 13)

## Zeitschriften
- 1871–1882 Der Dresdner Volksbote. Organ für die Interessen des gesamten Volkes. Hrsg.: Ständiger Ausschuß von Vertrauensmännern der Arbeiter-Corporationen und -Vereine in Dresden und Umgebung[11] (Mitarbeiter)
- 1873–1878 Chemnitzer Freie Presse (Redaktion)[12]
- 1873–1875 Chemnitzer Raketen. Sonntags-Beilage der Chemnitzer Freien Presse
- 1875–1878 Der Nußknecker. Sonntags-Beilage der Chemnitzer Freien Presse[13] (leitender Redakteur)[14]
- 1879–1881 Hiddigeigei. Organ für Witz und Galgenhumor[15] (Herausgeber)
- 1882–1888 Süddeutscher Postillon. Illustrirtes politisch-satyrisches Arbeiterblatt (Herausgeber, zusammen mit Louis Viereck). J. H. W. Dietz, Stuttgart
- 1888–1902 Der Wahre Jacob. Illustrierte Zeitschrift für Satire, Humor und Unterhaltung (ständiger Mitarbeiter). J. H. W. Dietz, Stuttgart 1879–1933

## Vertonungen
- Carl Gramm: Auf, Sozialisten, schließt die Reihen! (Sozialistenmarsch). 1891
- R. Kohlmann: Es muß doch endlich Frühling werden. Opus 21. Günther, Dresden 1919
- Friedrich Heinrich Himmel: Es kann ja nicht immer so bleiben (Die Pariser Kommune)